# Brilteju's
Brilteju's (Gymnophthalmus) zijn een geslacht van hagedissen, en het typegeslacht van de familie Gymnophthalmidae.

## Naamgeving
De wetenschappelijke naam van het geslacht werd in 1820 voorgesteld door Blasius Merrem. Met de in 2017 nieuw beschreven soort Gymnophthalmus marconaterai worden er acht soorten in het geslacht geplaatst.
De geslachtsnaam Gymnophthalmus betekent vrij vertaald 'naakt-ogig'; van het Griekse γυμνός (gumnós = naakt) en ὀφθαλμός (ophthalmos = oog).

## Uiterlijke kenmerken
De verschillende soorten blijven relatief klein en hebben een slank en rond lichaam. De poten zijn klein en kort, aan de voorpoten zijn vier vingers aanwezig want de binnenste vinger ontbreekt. Aan de kop zijn altijd twee prefrontaalschubben aanwezig, frontoparitaalschubben ontbreken. Het onderste ooglid is met het bovenste vergroeid en kan niet worden bewogen. De oogleden zijn doorzichtig en functioneren als een beschermende bril over het oog.

## Verspreiding en habitat
Alle soorten komen voor in delen van Midden- en Zuid-Amerika. Twee soorten komen voor in Suriname. De habitat bestaat uit open gebieden in bossen en graslanden maar ook in tuinen kunnen ze worden aangetroffen.

## Soortenlijst
| Naam                                           | Auteur                             | Verspreidingsgebied |
| ---------------------------------------------- | ---------------------------------- | --- |
| Gymnophthalmus cryptus                         | Hoogmoed, Cole & Ayarzagüena, 1992 | Venezuela |
| Gymnophthalmus leucomystax                     | Vanzolini & Carvalho, 1991         | Brazilië en Guyana |
| Gymnophthalmus lineatus Gestreepte brilteju    | Linnaeus, 1758                     | Benedenwindse Eilanden, Suriname, Venezuela |
| Gymnophthalmus marconaterai                    | García-Pérez & Schargel, 2017      | Venezuela |
| Gymnophthalmus pleei                           | Bocourt, 1881                      | Kleine Antillen; Guadeloupe, Dominica, Martinique, St. Lucia |
| Gymnophthalmus speciosus Noordelijke brilteju  | Hallowell, 1861                    | Belize, Colombia, Costa Rica, El Salvador, Guatemala, Guyana, Honduras, Nicaragua, Mexico, Panama, Venezuela                                                                                      |
| Gymnophthalmus underwoodi Underwood's brilteju | Grant, 1958                        | Barbados, Brazilië, Cuba (geïntroduceerd), Guadeloupe, Guyana, Saba (geïntroduceerd), Saint-Barthélemy (geïntroduceerd), Sint Eustatius (geïntroduceerd), Suriname, Trinidad en Tobago, Venezuela |
| Gymnophthalmus vanzoi                          | Carvalho, 1999                     | Brazilië, Guyana |